# 咪拉·蘇瑞克
咪拉·蘇瑞克（Meetra Surik），又稱絕地流亡者（The Jedi Exile），是星際大戰虛構世界中的一名絕地武士，在《星際大戰舊共和國武士II：西斯領主》中為遊戲主角，在《星際大戰：舊共和國》中亦有登場。

## 名稱
在《西斯領主》初發布時，確認流亡者在正典中為女性，但並無正式名稱，玩家可自訂流亡者的姓名與性別。2011年，在衍生小說《瑞文》中，流亡者的正典姓名被正式確認為咪拉·蘇瑞克。

## 外部連結
- Wookieepedia上的相关条目：Meetra Surik